# Marcelino Blanco (1966)
Marcelino Blanco (3 gennaio 1966) è un ex calciatore paraguaiano, di ruolo difensore.

## Carriera

### Club
Ha giocato nella massima serie del campionato paraguaiano con Sol de América e Guaraní.

### Nazionale
Nel 1987 ha disputato la sua unica partita in nazionale.

## Palmarès

### Club

#### Competizioni nazionali
- Campionato paraguaiano: 1

Sol de América: 1986